# Moomin

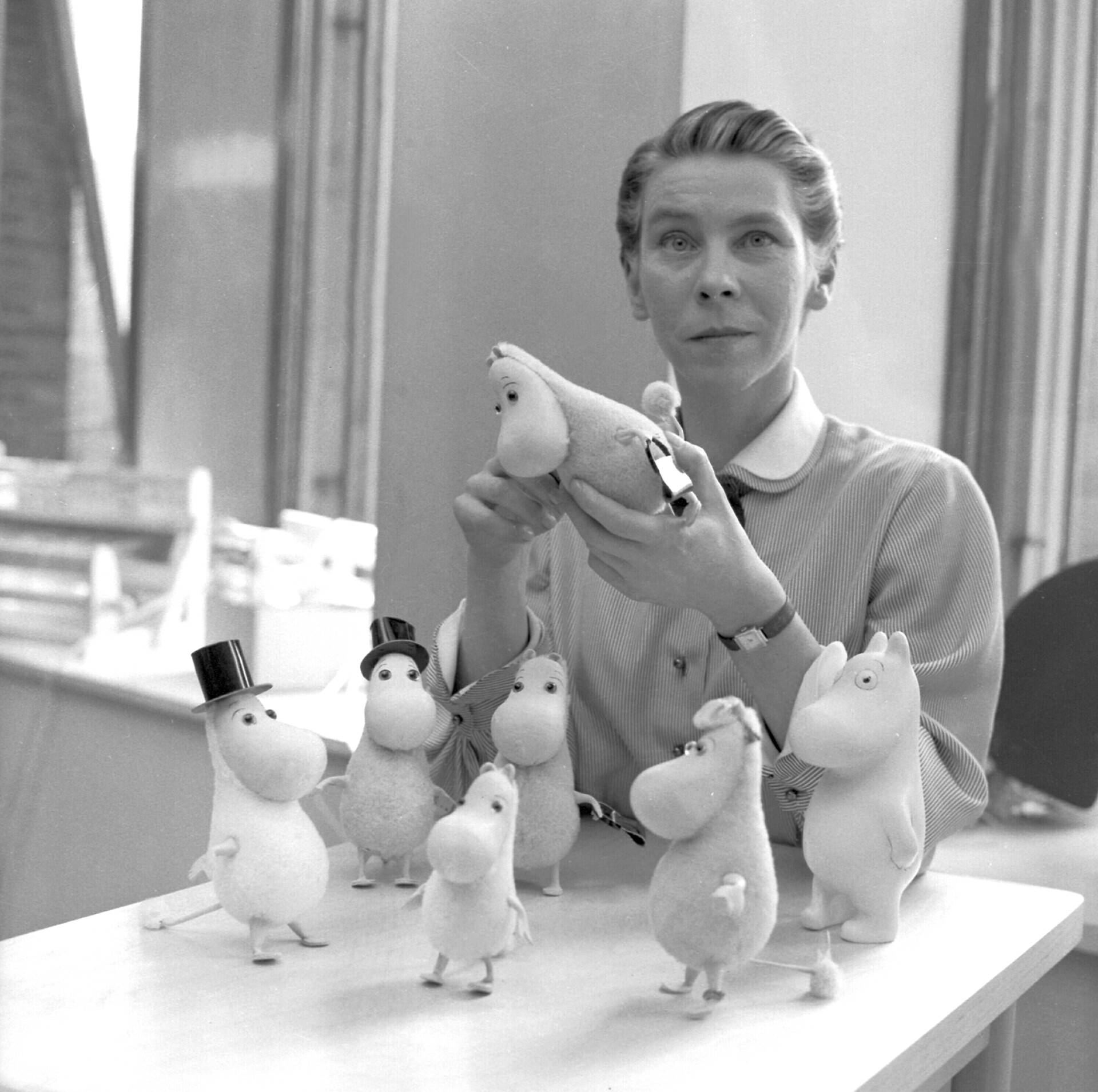

Moomins (suedeză: Mumintroll) sunt personajele centrale dintr-o serie de cărți și o bandă desenată de ilustratorul și scriitorul suedez vorbitor de finlandeză Tove Jansson, publicat inițial în suedeză de Schildts, în Finlanda. Ele sunt o familie de personaje, rotunjită albe de poveste cu boturi mari, care le fac semene hipopotami. Familia lipsită de griji și aventuros locuiesc în casa lor în Moominvalley, deși în trecut, resedintele lor temporară au inclus un far și un teatru. Ei au avut multe aventuri diferitele împreună cu prieteni lor.
În total, nouă cărți au fost lansate în serie, împreună cu cinci cărți ilustrate și o bandă desenată a fi puse între 1945 și 1993.
Moomins au fost bazate pentru numeroase seriale de televiziune, filme și chiar un parc numit Moomin World în Naantali, Finlanda.